# آپو ناهاساپیماپتیلون
آپو ناهاساپیماپتیلون (بنگالی: অপু নাহাসাপিমাপেটিলন) نام یکی از شخصیت‌های سریال انیمیشن تلویزیونی سیمپسون‌ها است. وی دارای مدرک دکترا است و صاحب فروشگاه زنجیره‌ای کوئیک-ای-مارت در شهر خیالی اسپرینگفیلد است. صداپیشه او هانک آزاریا است.